# Lasciarsi un giorno a Roma
Lasciarsi un giorno a Roma è un brano musicale con il quale il cantautore romano Niccolò Fabi ha partecipato al Festival di Sanremo 1998, classificandosi all'ottavo posto.

## La canzone
Con questo brano Fabi volle mostrare al pubblico un altro aspetto della propria personalità, convinto che Capelli avesse monopolizzato l'attenzione del pubblico.
Il testo della canzone, scritto da Fabi insieme a Riccardo Sinigallia e Cecilia Dazzi, parla di un amore finito visto dal punto di vista di colui che "ha lasciato" (più o meno come accadeva in Spaccacuore di Samuele Bersani), che si rivolge con aggressività alla donna che non ama più. Costei, non rassegnandosi all'abbandono, si commisera suscitando soltanto irritazione nei confronti di chi ha troncato la relazione.

## Negli altri media
Nel 2021 il brano viene citato – e utilizzato anche come accompagnamento musicale dei titoli di coda – nel titolo dell'omonimo film diretto da Edoardo Leo, con protagonisti lo stesso Leo e l'attrice spagnola Marta Nieto.

## Tracce
1. Lasciarsi un giorno a Roma
2. Lasciarsi un giorno a Roma (versione Mud)
3. Senza capelli